# Museo Arte Tempo
Il MAT Museo Arte e Tempo ha la sua sede a Clusone in provincia di Bergamo nel Palazzo Marinoni Barca posto sulla piazza Beato Giovanni Marinoni con ingresso in via Clara Maffei ed è stato inaugurato nel 2005.

## Sede
Il Palazzo Marinoni Barca che ospita il museo, venne costruito nel XVI secolo dalla famiglia Marinoni sopra un edificio preesistente, diventando poi della famiglia Barca dopo il matrimonio di Maria Candida Marononi con Giovanni Battista Barca che lo ebbe in eredità.
Nel parco situato sul lato a nord, la famiglia Marinoni aveva posto un giardino esotico, di questa coltivazione ora rimangono solo tre grandi sequoie secolari che sono la caratteristica del palazzo stesso. 
Con il tempo, molti degli arredi della famiglia Marinoni vennero alienati, tra questi le tele di Antonio Cifrondi, due di notevoli dimensioni raffiguranti le storie di Cambise conservate presso Il Conventino di Bergamo, e il e ritratto di Pietro Marinoni ospitato a Brescia in una collezione privata.
Il palazzo venne venduto dalla famiglia nel XX secolo alla Congregazione della Carità, che adibì i suoi locali in parte nel ricovero per anziani e disagiati grazie ai lasciti della famiglia Sant'Andrea e in parte a biblioteca e museo; venne poi acquistato dall'amministrazione comunale. 
Il palazzo ospita oltre il Mat- Museo Arte Tempo, anche la sede del Coro Idica il centro Comunale di Cultura.

## Le collezioni
Il museo si divide in tre sezioni distinti, le quali contengono differenti collezioni. Vuole essere una raccolta che racconta il patrimonio artistico e culturale clusonese. Nell'arte con la pinacoteca che raccoglie una ottantina di quadri di autori clusonesi, tra questi Antonio Cifrondi, Lattanzio Querena, Domenico Carpinoni, Giovanni Trussardi Volpi, e Antonio Brighenti, o che hanno lavorato nel territorio bergamasco, un'opera di Giacomo Manzù eseguita negli anni della sua residenza a Clusone e lavori di Attilio Nani; nella storia con antichi meccanismi di orologi da torre, che vogliono omaggiare l'Orologio planetario Fanzago del XVI secolo e una sezione dedicata alle fotografie donate dalla fondazione Cristilli, che raccontano la storia del paese e della sua gente durante i primi anni del Novecento.

### Collezione meccanismi orologi

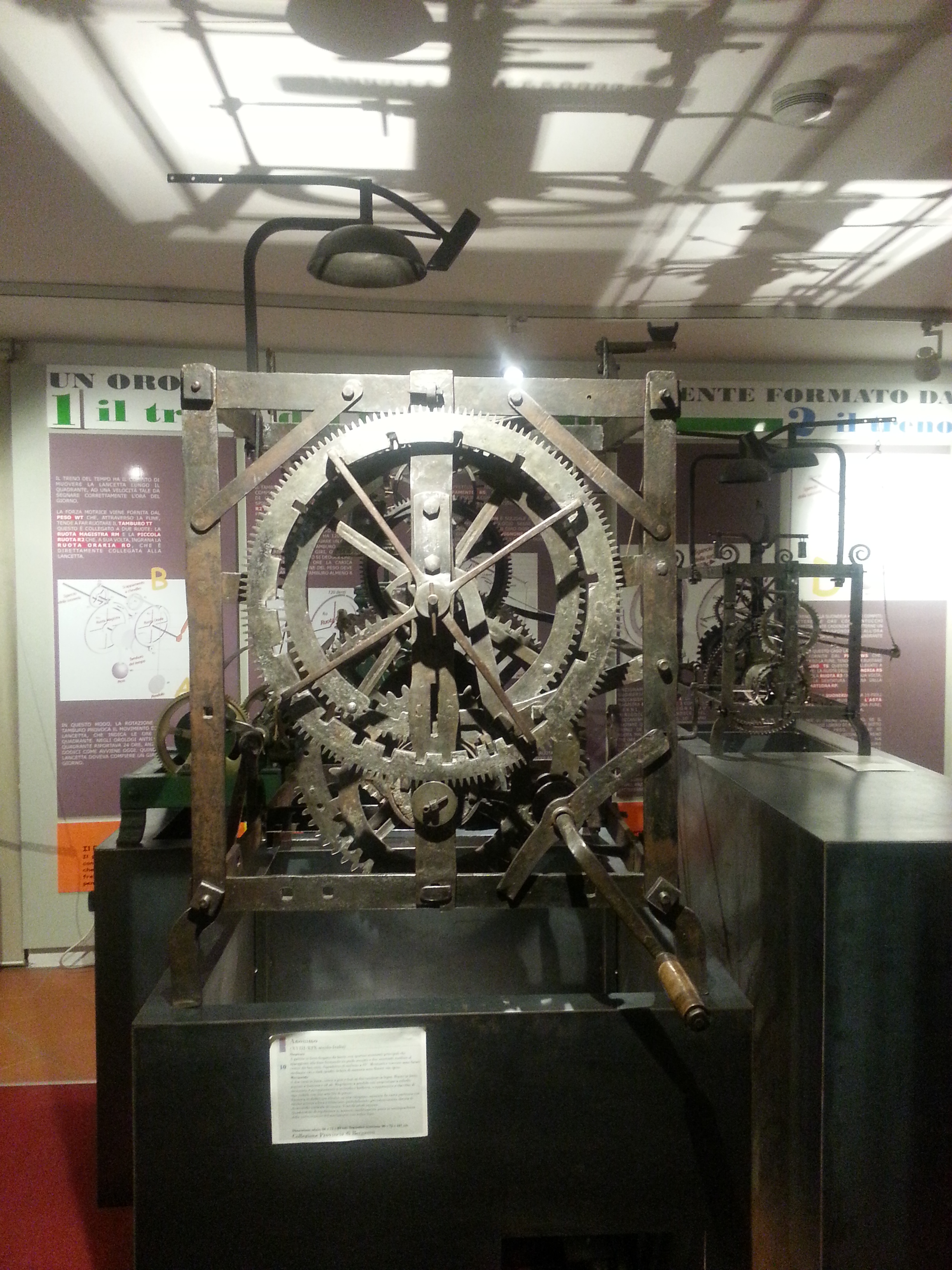
Orologio con meccanismo

La collezione posta al primo piano, è composta da venti meccanismi di orologio a scappamento, che vogliono rappresentare la storia degli orologi aventi come forza motrice i pesi, nati agli inizi del XIII secolo ed in uso principalmente nei monasteri dove era necessario, per gli obblighi alla preghiera, un meccanismo che scandisse il tempo nel modo più esatto possibile, meccanismo che verrà poi usato anche nelle città dove gli impegni chiedeva la misura del tempo, cosa che nel mondo agricolo non serviva. 
I meccanismi esposti nelle teche fanno parte della Collezione Provincia di Bergamo, e coprono un arco di tempo che va dal XVII secolo al XIX, del 1777 il meccanismo di Leopoldo Motta, mentre gli altri sono tutti di autore anonimo.

### Collezione Sant'Andrea
La collezione proviene da un lascito testamentario di Giovanni Sant'Andrea figlio di Antonietta Gallizioli dei primi decenni del Novecento, il sodalizio di queste due famiglie portò nel palazzo una ricchezza di arredi e di opere che vennero poi lasciate alla Fondazione Sant'Andrea e poi al museo.
La collezione comprende opere di artisti veneti e lombardi, di Alessandro Lanfranchi, di Pietro Ricci che aveva lavorato in Clusone per la pala d'altare della basilica di Santa Maria Assunta.

### Sala Carpinoni - Cifrondi
La sala espone alcune quadri olio su tela dei due artisti clusonesi:
- di Domenico Carpinoni, il museo espone la tela Deposizione di Cristo dalla croce (89,5 x 72,2 cm), tela del primo quarto del XVII secolo. L'artista raffigura i personaggi della deposizione racchiusi in un medaglione ovale, come se girassero intorno, dove al centro il Cristo viene calato dalla croce, i colori caldi del compongono tutta la rappresentazione, il cielo e la terra uniti nel dolore, solo il manto azzurro della madre tenta di staccarsi dalla scena.
- di Antonio Cifrondi sono presenti più opere. Un Santo Vescovo (117,3 x 91 cm), del primo quarto del XVII secolo, del medesimo periodo un Ritratto d’uomo di profilo (57,8 x 44,5 cm), e di particolare interesse la Deppsizione di Cristo dalla croce che è presente in due tele, la prima più piccola che era l'abbozzo che l'artista aveva presentato al committente per l'approvazione, e l'opera compiuta che risulta maggiormente definita, ma anche con modifiche sostanziali nei personaggi posti ai piedi della croce.

### Collezione artisti lombardi del Settecento
Questa sezione è dedicata ad artisti lombardi, tra questi un Ritratto del carmelitano Angelo Torriani opera di David Loreti eseguita negli anni dal 1743 al 1746 e considerata tra le sue opere migliori. 
Le altre sette opere esposte sono di autori ignoti bergamaschoi o lombardi, e raffigurano personaggi in abbigliamento del XVIII secolo di differenti età e condizioni sociali.

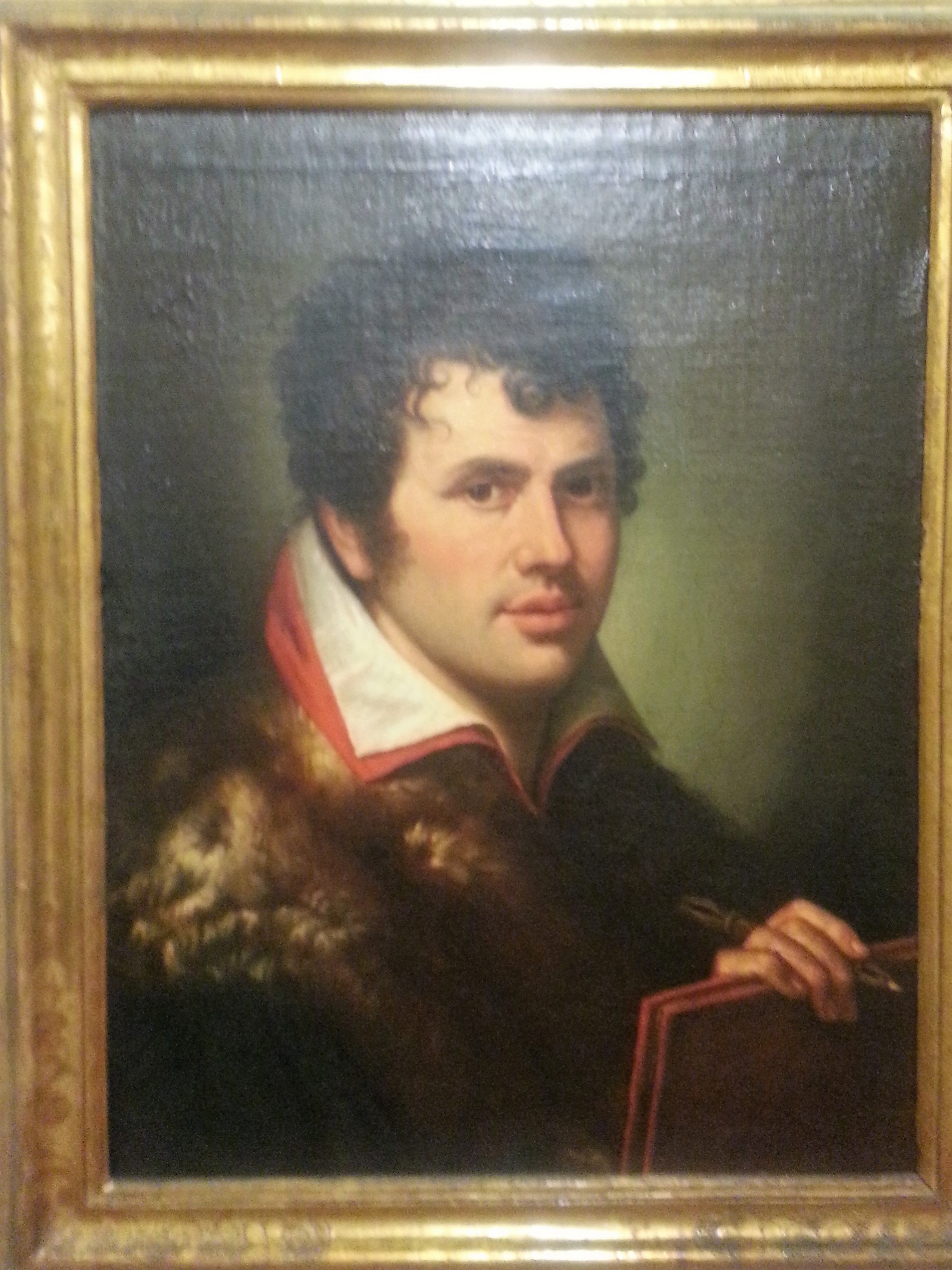
Lattanzio Querena - autoritratto

### Collezione Querena
La sala espone lavori di Lattanzio Querena, artista clusonese, un suo ritratto giovanile, opera eseguita dal 1800 al 1805, e i ritratti che l'artista fece alla moglie Giovanna Baldissini, ai suoceri e alle due cognate nel 1818. Opera invece del genero Antonio Rotta, marito della figlia un suo ritratto del 1851. 
La sala contiene anche alcuni disegni di matita su carta opere di Giuseppe Macinata del XIX secolo.

### Corridoi e sala musica
I corridoi che collegano le sale al secondo piano espongono, ritratti dai pittori bergamaschi, alcuni benefattori delle famiglie nobili di Clusone, tra questi il Ritratto di Teresa Marinoni, Ritratto di Pietro Antonio Brasi, Ritratto di Don Angelo Guerinoni.  Ritratto di Carlo Barzasi, mentre il ritratto di Giovanni Sant'Andrea è opera di Giovanni Trussardi Volpi, mentre quello di Carlo Sant'Andrea è un lavoro di Francesco Bergametti.
La sala musica espone due lavori copie di opere di Evaristo Baschenis raffiguranti natura morta e strumenti musicali.

### Artisti clusonesi del '900
Questa sezione contiene i lavori di due artisti Giovanni Trussardi Volpi con una esposizione di bel 15 opere dell'artista, tra questi due suoi autoritratti uno del 1916 mentre il secondo del 1918 in divisa militare; ritratti di donne, tra questi il Ritratto della Regina Elena di Savoia di notevoli dimensioni,  mentre il Ritratto dell’ingegnere Virgilio Castelli (cm. 65,9 x 54,4) del 1908 pare che non fosse stato apprezzato dal committente e quindi non pagato.
Questa sezione espone lavori di Attilio Nani scultore del XX secolo, tra questi il ritratto del padre, uno di un matto. 
In questa sezione è esposto anche un lavoro di Giacomo Manzù  Busto di Ragazzo eseguito nel 1945 in cera e gesso, periodo in cui l'artista aveva trovato rifugio a Clusone durante il secondo conflitto mondiale.

### Archivio fotografico Cristilli
Testimonianza del XX secolo clusonese è l'archivio Cristilli. Cesare Cristilli tornato a Clusone nel 1920 dopo aver partecipato al primo conflitto mondiale, si dedicà alla bottega di fotografia della famiglia, riuscendo per capacità a partecipare a concorsi fotografici ottenendo premi e riconoscimenti. Le foto raccontano la storia di Clusone, sia nei momenti importanti, come le visite pastorali, o le esposizioni eucaristiche, ma anche momenti di vita quotidiana, il mercato, la scuola dell'infanzia, o la mensa delle fabbriche locali, immagini che hanno immortalato e fermato la storia della gente dell'alta valle.

## Servizi educativi
Il museo mette a disposizione percorsi didattici educativi per le scuole, dalle prime classi dell'infanzia fino a alle scuole di secondo grado, fornendo attività sia per le scuole, le famiglie o per adulti. Il museo aveva collaborato con Bergamo Scienza negli anni dal 2009 al 2013 con le differenti tematiche. 

### Orari di apertura
È possibile visitare il museo nei giorni di venerdì: dalle 15.30 alle 18.30 e sabato e domenica dalle 10.00 alle 12.00 e dalle 15.30 alle 18.30.